# Стража (Польща)
Стража (пол. Straża) — село в Польщі, у гміні Волув Воловського повіту Нижньосілезького воєводства.
Населення — 29 осіб (2011).
У 1975-1998 роках село належало до Вроцлавського воєводства.

## Демографія
Демографічна структура станом на 31 березня 2011 року:
|          | Загалом | Допрацездатний вік | Працездатний вік | Постпрацездатний вік |
| -------- | ------- | ------------------ | ---------------- | -------------------- |
| Чоловіки | 19      | 3                  | 14               | 2                    |
| Жінки    | 10      | 2                  | 6                | 2                    |
| Разом    | 29      | 5                  | 20               | 4                    |